# Герман Брух
Ге́рман Брух (нім. Hermann Bruch; 28 травня 1893, Гайлігенмошель — 15 червня 1976, Нойштадт) — німецький офіцер, один із командувачів морської авіації люфтваффе, генерал-лейтенант (1 листопада 1940). Кавалер Німецького хреста в сріблі.

## Біографія
В 1912 році поступив на службу в кайзерліхмаріне. Учасник Першої світової війни, з 1917 року служив у морській авіації. Після війни залишився у рейхсмаріне. З 4 квітня 1932 року — 1-й офіцер легкого крейсера «Кельн». З 1 квітня 1934 року — командувач морської авіації. 1 травня 1934 року перейшов у люфтваффе. З 1 жовтня 1935 року — начальник Центрального відділу Імперського міністерства авіації. З 1 жовтня 1936 року — начальник штабу 6-го авіаційного округу (морська авіація). З 4 лютого 1938 року — начальник командування ВПС «Море» (Кіль).
З 30 червня 1939 року — командувач з'єднанням морської авіації «Схід», з 25 квітня 1940 року — усією морською авіацією. З 21 квітня 1941 року — командувач ВПС у Північній Норвегії. З 1 серпня 1942 року — інспектор озброєнь у Парижі, потім — у Північно-Західній Франції. З 19 грудня 1942 по 13 жовтня 1944 року — інспектор воєнної економіки і озброєнь у районі економічного управління «Схід». З 31 січня 1945 року у відставці. В червні 1945 року інтернований американською владою, в травні 1947 року звільнений.

## Нагороди
- Залізний хрест 2-го і 1-го класу
- Орден «За військові заслуги» (Баварія) 4-го класу з мечами
- Знак пілота ВМФ
- Почесний хрест ветерана війни з мечами
- Медаль «За вислугу років у Вермахті» 4-го, 3-го, 2-го і 1-го класу (25 років)
- Застібка до Залізного хреста 2-го класу
- Хрест Воєнних заслуг 2-го і 1-го класу з мечами
- Німецький хрест в сріблі